# Eroe per famiglie
Eroe per famiglie (Christmas in Connecticut) è un film TV del 1992, diretto da Arnold Schwarzenegger.